# Asesinato de Carla Walker
Carla Jan Walker (Texas, 31 de enero de 1957 - Ibidem, 19 de febrero de 1974) fue una adolescente estadounidense víctima de homicidio tras ser secuestrada en el aparcamiento de una bolera en Fort Worth (Texas), el 17 de febrero de 1974. Su cuerpo fue encontrado tres días después en una zanja de drenaje a 30 minutos al sur de su último avistamiento.

## Secuestro y asesinato
La noche del 17 de febrero de 1974, Walker estaba sentada con su novio, Rodney McCoy, en el coche de éste en el aparcamiento del Brunswick Ridglea Bowl después de asistir a un baile en el Western Hills High School. La puerta del coche se abrió de repente y ambos fueron asaltados por un desconocido, que dejó caer el cargador de su pistola durante el ataque. McCoy fue golpeado en la cabeza con una pistola y quedó inconsciente. Su último recuerdo del incidente es que Walker fue agarrada y secuestrada por el desconocido, a quien describió como un hombre blanco de 1,78 m de altura, mientras ella gritaba pidiendo ayuda. Cuando McCoy recobró el conocimiento, Walker no aparecía por ninguna parte. McCoy fue inmediatamente a casa de Walker para informar a sus padres tras el incidente.
Llamaron a la policía y registraron la zona donde había sido secuestrada. Su bolso y la revista que estaba hojeando fueron los únicos objetos recuperados en el aparcamiento. El 20 de febrero de 1974, su cuerpo fue encontrado en una alcantarilla del lago Benbrook. La autopsia reveló que Walker estuvo viva dos días tras su secuestro y que había sido golpeada, torturada, violada y estrangulada hasta la muerte. Los informes toxicológicos también mostraron que le habían inyectado morfina. Durante la investigación inicial, la policía tuvo en mente a varios sospechosos y pudo obtener muestras de fluidos corporales de la escena del crimen; también se conservaron el vestido y otras prendas de Walker. Sin embargo, en la década de 1970 no existía la tecnología adecuada para utilizar dichas muestras con el fin de identificar al asesino. Una misteriosa carta de una persona que afirmaba conocer al asesino fue una de las pocas pruebas recibidas y difundidas por el departamento de policía.

## Investigaciones policiales
El asesinato se mantuvo como un caso sin resolver durante 46 años hasta septiembre de 2020, cuando las pruebas de ADN recuperadas de la ropa de Walker se enviaron a Othram Inc, que se especializa en muestras biológicas degradadas; la red Oxygen pagó por las pruebas. Las pistas de Othram y una investigación de seguimiento de los detectives Wagner y Bennett condujeron a la identificación de Glen Samuel McCurley, de 77 años en aquel momento, como sospechoso del crimen; McCurley había sido entrevistado por la policía poco después del asesinato, ya que había comprado una pistola Ruger del calibre 22 que utilizaba el mismo cargador que el arrojado en el aparcamiento de Brunswick Ridglea Bowl, pero afirmó que el arma había sido robada de su camión. Aceptó someterse a la prueba del polígrafo y, tras superarla, fue eliminado como sospechoso. En 2020, la policía obtuvo muestras de ADN del contenedor de basura situado fuera de su casa. Tras confirmar que dicha muestra coincidía con el ADN del sospechoso, los investigadores entrevistaron a McCurley, que accedió a proporcionar un frotis de mejilla. La coincidencia de las muestras fue suficiente para detenerlo y acusarlo del crimen.
McCurley fue a juicio en agosto de 2021. Las pruebas presentadas ante el tribunal incluían la pistola Ruger del calibre 22 que McCurley había afirmado que le habían robado en 1974, y que había sido encontrada oculta en el interior de su casa. Al tercer día del juicio, McCurley cambió su declaración a culpable y fue condenado a cadena perpetua. Hasta 2022, no admitió haber matado a Walker, y le dijo al periodista Skip Hollandsworth que se había declarado culpable porque "ya había tenido suficiente acoso". Los investigadores creen que McCurley pudo haber estado implicado en las violaciones y asesinatos de varias otras mujeres jóvenes en el área de Fort Worth en las décadas de 1970 y 1980, aunque no llegó a ser acusado de ningún delito adicional. McCurley fue encarcelado en la Unidad Gib Lewis y habría sido elegible para la libertad condicional el 21 de marzo de 2029, pero murió internado el 15 de julio de 2023.